# Tombak

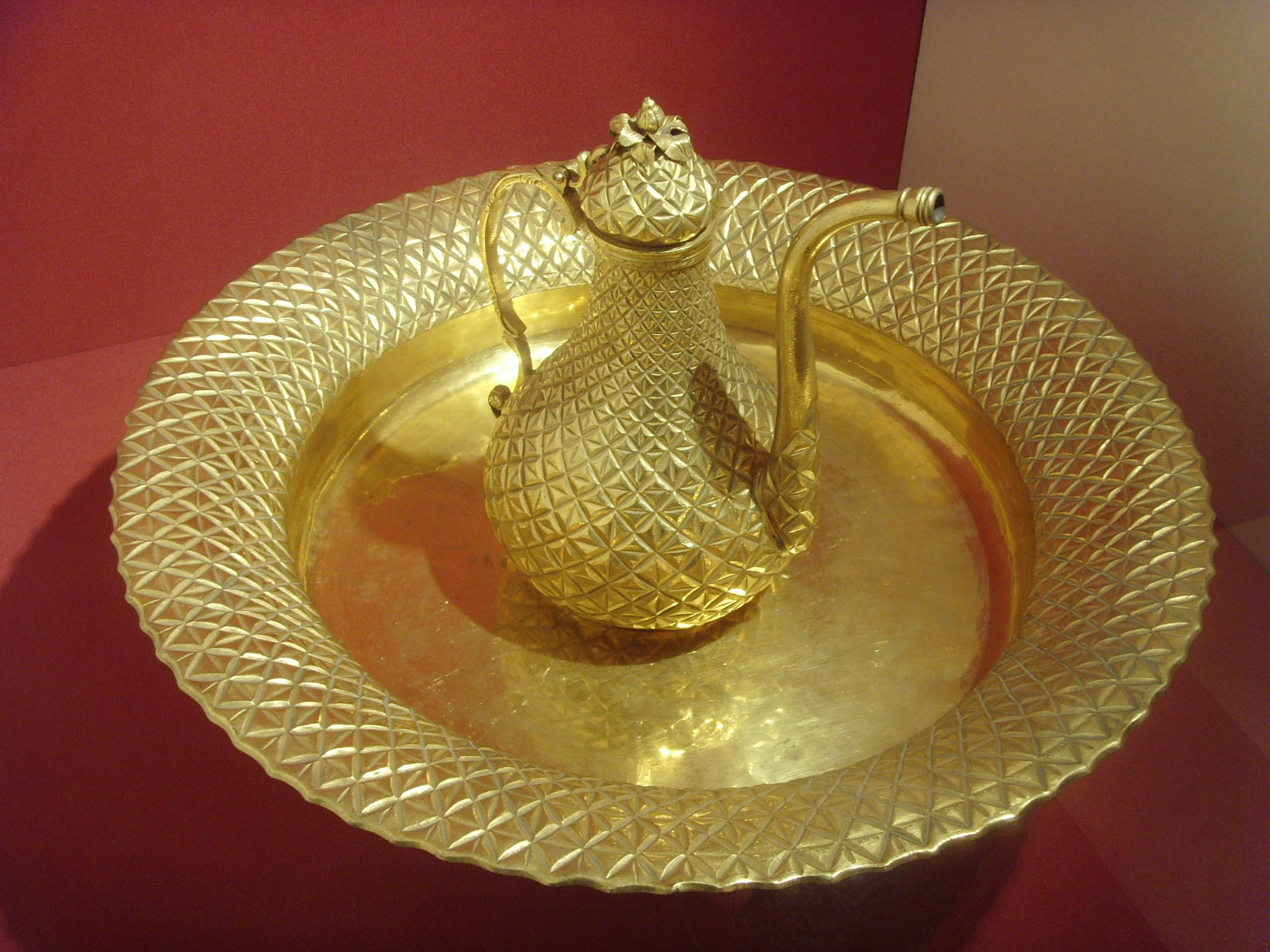
Török vizkancsó és tál 1870-ből

A tombak egy olyan rézcink-ötvözet, melynek cinktartalma a 18%-ot nem haladja meg. Színe aranysárga. Ebből az öntvényből a XVII. sz.-ban Sziámból sok iparművészeti tárgyat hoztak Európába tambaga néven. A tombakot vörösötvözetnek is nevezik s géprészek és szobrok öntésére használják.
Amennyiben a cinktartalom nem haladja meg a 6%-ot, úgy ez az ötvözet alkalmas tűzzománc alá hordozónak. Jelentősége a vörösréztől eltérő sárgás színében rejlik.
A tombak eredetileg egy iráni eredetű ütőhangszer (dob) neve is, melynek teste tombakból készül. Tombakot használnak olcsó ékszerek, bizsuk készítésére, de rugalmas manométercsöveket, úgynevezett tágulócsöveket is készítenek belőle. Jól forrasztható, plattírozással acélanyagú töltényhüvelyeket is bevonnak vele korrózióvédelem céljából.[forrás?]

## Külső hivatkozások
- Rézinfo: Építészeti alkalmazása[halott link]
- Indiai ütőhangszer